# Persone di nome William/Registi
| Questa pagina contiene informazioni ricavate automaticamente dalle voci biografiche con l'ausilio del template Bio e di un bot. L'aggiornamento è periodico e automatico e ricostruisce completamente la pagina. Se manca una persona in questa lista, sei pregato di non aggiungerla, ma accertati piuttosto che la sua voce biografica contenga il template Bio e che i dati anagrafici siano correttamente compilati. Se il template Bio manca, inseriscilo tu stesso o, in alternativa, metti l'avviso {{tmp\|Bio}} che ne segnala la mancanza. Se i dati riportati sono sbagliati, correggi direttamente la voce biografica; le modifiche saranno visibili in questa lista entro pochi giorni. Per chiarimenti vedi il progetto antroponimi. La lista contiene solo le 51 persone che sono citate nell'enciclopedia e per le quali è stato implementato correttamente il template Bio. Pagina aggiornata al 6 mag 2025. |

Questa è una lista di persone presenti nell'enciclopedia che hanno il nome William e sono registi.

## A(2)
- Hal Ashby, regista, montatore e produttore cinematografico statunitense (Ogden, n. 1929 - Malibù, † 1988)
- William Asher, regista, sceneggiatore e produttore cinematografico statunitense (New York, n. 1921 - Palm Desert, † 2012)

## B(4)
- William J. Bauman, regista e attore statunitense
- William Beaudine, regista, attore e produttore cinematografico statunitense (New York, n. 1892 - Canoga Park, † 1970)
- William Brent Bell, regista e sceneggiatore statunitense (Lexington, n. 1970)
- William Berke, regista, produttore cinematografico e sceneggiatore statunitense (Milwaukee, n. 1903 - Los Angeles, † 1958)

## C(6)
- William Campbell, regista e sceneggiatore statunitense (Ashley, n. 1884 - Woodland Hills, † 1972)
- William F. Claxton, regista televisivo statunitense (Contea di Los Angeles, n. 1914 - Santa Monica, † 1996)
- William Clemens, regista e montatore statunitense (Saginaw, n. 1905 - Los Angeles, † 1980)
- Bill Condon, regista e sceneggiatore statunitense (New York, n. 1955)
- Bill Corcoran, regista canadese (Toronto, n. 1951)
- Blake Edwards, regista, sceneggiatore e produttore cinematografico statunitense (Tulsa, n. 1922 - Santa Monica, † 2010)

## D(3)
- William Dear, regista, produttore cinematografico e sceneggiatore canadese (Toronto, n. 1944)
- William Kennedy Laurie Dickson, regista e inventore inglese (Le Minihic-sur-Rance, n. 1860 - Regno Unito, † 1935)
- William Dieterle, regista e attore tedesco (Ludwigshafen am Rhein, n. 1893 - Ottobrunn, † 1972)

## E(3)
- William P.S. Earle, regista statunitense (New York, n. 1882 - Los Angeles, † 1972)
- B. Reeves Eason, regista, attore e sceneggiatore statunitense (New York, n. 1886 - Sherman Oaks, † 1956)
- William Eubank, regista e sceneggiatore statunitense (Holyoke, n. 1982)

## F(3)
- Bill Forsyth, regista e sceneggiatore scozzese (Glasgow, n. 1946)
- William Friedkin, regista, sceneggiatore e produttore cinematografico statunitense (Chicago, n. 1935 - Los Angeles, † 2023)
- William Friese-Greene, regista, fotografo e inventore inglese (Bristol, n. 1855 - Londra, † 1921)

## G(3)
- Tay Garnett, regista, sceneggiatore e produttore cinematografico statunitense (Los Angeles, n. 1894 - Sawtelle, † 1977)
- William A. Graham, regista statunitense (New York, n. 1926 - Malibù, † 2013)
- W.P. Kellino, regista e sceneggiatore inglese (Londra, n. 1874 - Edgware, † 1958)

## H(6)
- William F. Haddock, regista e attore statunitense (Portsmouth, n. 1877 - New York, † 1969)
- William Hale, regista statunitense (Rome, n. 1931 - Woodland Hills, † 2020)
- William Hanna, regista, produttore televisivo e produttore cinematografico statunitense (Melrose, n. 1910 - Los Angeles, † 2001)
- William Heise, regista statunitense (n. 1847 - † 1910)
- Tobe Hooper, regista e sceneggiatore statunitense (Austin, n. 1943 - Los Angeles, † 2017)
- William K. Howard, regista, sceneggiatore e produttore cinematografico statunitense (St. Marys, n. 1899 - Los Angeles, † 1954)

## K(1)
- Ted Kotcheff, regista canadese (Toronto, n. 1931 - Nuevo Vallarta, † 2025)

## L(1)
- William Lustig, regista cinematografico, produttore cinematografico e sceneggiatore statunitense (New York, n. 1955)

## M(3)
- William Malone, regista, sceneggiatore e produttore cinematografico statunitense (Lansing, n. 1953)
- William C. McGann, regista e direttore della fotografia statunitense (Pittsburgh, n. 1893 - Los Angeles, † 1977)
- William Morgan, regista e montatore britannico (Londra, n. 1899 - † 1964)

## N(1)
- William Nigh, regista, sceneggiatore e attore statunitense (Berlin, n. 1881 - Burbank, † 1955)

## P(1)
- William Parke, regista e attore statunitense (Bethlehem, n. 1873 - New York, † 1941)

## R(3)
- William V. Ranous, regista e attore statunitense (New York, n. 1857 - Santa Monica, † 1915)
- William Richert, regista e attore statunitense (Florida, n. 1942 - Portland, † 2022)
- William D. Russell, regista statunitense (Indianapolis, n. 1908 - Los Angeles, † 1968)

## S(4)
- William Castle, regista, produttore cinematografico e attore statunitense (New York, n. 1914 - Los Angeles, † 1977)
- William Sachs, regista e sceneggiatore statunitense (New York, n. 1942)
- William A. Seiter, regista e stuntman statunitense (New York, n. 1890 - Beverly Hills, † 1964)
- Oliver Stone, regista, sceneggiatore e produttore cinematografico statunitense (New York, n. 1946)

## T(2)
- William Tannen, regista, produttore cinematografico e sceneggiatore statunitense (New York, n. 1942)
- William Desmond Taylor, regista, attore e produttore cinematografico irlandese (Carlow, n. 1872 - Los Angeles, † 1922)

## W(5)
- William Watson, regista e sceneggiatore canadese (Montréal, n. 1896 - † 1967)
- William A. Wellman, regista statunitense (Brookline, n. 1896 - Los Angeles, † 1975)
- William Witney, regista e attore statunitense (Lawton, n. 1915 - Jackson, † 2002)
- William Wolbert, regista, attore e sceneggiatore statunitense (Petersburg, n. 1883 - Los Angeles, † 1918)
- William Wyler, regista tedesco (Mulhouse, n. 1902 - Los Angeles, † 1981)